# 奥斯特勒维尔
奥斯特勒维尔（法語：Ostreville，法語發音：[ɔstʁəvil]）是法国上法蘭西大區加来海峡省的一个市镇，属于阿拉斯区。

## 地理
奥斯特勒维尔（50°23'48"N, 2°23'38"E）面积3.88 平方千米，位于法国上法蘭西大區加来海峡省，该省份为法国北部沿海省份，西北濒北海，南至索姆省，东临北部省。
与奥斯特勒维尔接壤的市镇（或旧市镇、城区）包括：布里亚、马尔凯、蒙希布勒通、罗埃勒库尔、泰努瓦斯河畔圣米歇尔、泰努瓦斯河畔圣波勒。

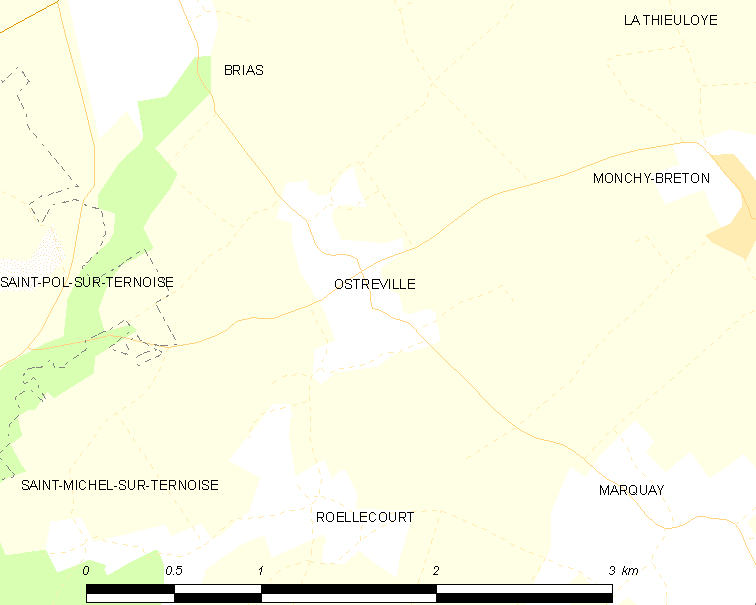
奥斯特勒维尔的OSM定位图

奥斯特勒维尔的时区为UTC+01:00、UTC+02:00（夏令时）。

## 行政
奥斯特勒维尔的邮政编码为62130，INSEE市镇编码为62641。

## 政治
奥斯特勒维尔所属的省级选区为泰努瓦斯河畔圣波勒县。

## 人口

1962-2008年间奥斯特勒维尔人口变化图示

奥斯特勒维尔于2022年1月1日时的人口数量为215人。